# Acacia cheilanthifolia
Acacia cheilanthifolia é uma espécie de leguminosa do gênero Acacia, pertencente à família Fabaceae.